# Vaipae'e
Vaipae'e ist die bevölkerungsreichste Siedlung auf der Insel Ua Huka, in den Marquesas einem französischen Überseegebiet in Französisch-Polynesien. Vaipae'e ist der Hauptort in der Commune Ua-Huka und befindet sich im Süden der Insel, nordwestlich des Flughafens Ua Huka. Der Ort selbst liegt im Vallee de Vaipae (Valley of Vai Take) und oberhalb der Baie Invisible (Baie Vaitaka).

## Infrastruktur
Das Dorf verfügt über eine Versammlungshalle, eine Poststation, eine Krankenstation, einen Kindergarten und eine Grundschule.

## Sehenswürdigkeiten
Das Marquesas Archaeological Museum (Musée Communal de Uahuka) wurde 1989 gegründet und präsentiert traditionelle Handwerks- und Alltags-Gegenstände: Tikis, Holzschnitzereien, Tapas, Schmuck, Paddel, Geduldsspiele, Dechsel, sowie die Rekonstruktion eines ehemaligen Höhlen-Unterstands.